# 인터넷 표준
컴퓨터 네트워크 공학에서 인터넷 표준(Internet Standard, STD)은 인터넷에 적용되는 기술이나 방법론을 표준으로 제정한 규격을 말한다. 인터넷 표준은 국제 인터넷 표준화 기구(IETF)에서 제정 및 공표된다.
인터넷 표준은, 공학적인 방법을 통해 일반적으로 '인터넷 초안'(드래프트) 형태로 IETF에 제안하는 식으로 시작하며, 여러 관계자의 의견을 청취하여 의견 요청서(RFC)로 승격 채택되고, 최종적으로 표준으로 받아들여지는 과정을 거쳐 추가된다. 이렇게 만들어지는 인터넷 표준은, 기술적 성숙도와 유용성으로 특징지어진다.
IETF가 제정하는 규격은 인터넷 표준 외에, 표준에 비해 성숙도가 떨어지나, 안정적이고 검토된 규격을 선정한 제안된 표준(Proposed Standard)이 있다. 이 외에 제안된 표준이 인터넷 표준으로 제정되기까지 중간 단계로 존재했던 표준 초안(Draft Standard)이 있으나, 2011년 폐지되었다. 
인터넷 표준의 특징에 대해 RFC 2026에서 다음과 같이 언급하고 있다. - '일반적으로 인터넷 표준은 안정적이고 이해하기 쉬운 사양이며, 기술적으로 유용하고, 상호 독립적이고 혼용이 가능한 여러 구현 및 이를 통한 실질적인 운영 경험을 보유하였으며,  상당한 대중의 공개된 지지를 얻고 있고 인터넷의 일부 또는 모든 부문에서 유용하다고 인식되는 규격이다.'(In general, an Internet Standard is a specification that is stable and well-understood, is technically competent, has multiple, independent, and interoperable implementations with substantial operational experience, enjoys significant public support, and is recognizably useful in some or all parts of the Internet. )

## 개요
인터넷 표준은 특별한 RFC 또는 RFC의 집합을 가리킨다. 표준 또는 표준의 일부가 되는 RFC는 인터넷 드래프트로 시작하며 뒤에 (일반적으로 여러 리비전을 거친 뒤) RFC 편집자를 거쳐 RFC로 받아들여져 출판되며 "Proposed Standard"(제안된 표준)이라는 이름이 붙게 된다. 뒤에 RFC는 Draft Standard라는 이름을 받고 마침내 표준이 된다. 종합해 보면 이러한 단계들은 표준 트랙(standards track)이라 불리며 RFC 2026에 정의되어 있다. Historic (sic)이라는 이름은 쓰이지 않는 표준 트랙이나, 표준 트랙이 완성되기 앞서 출판되었으면서도 쓰이지 않는 RFC에 적용된다.
인터넷 기술 조정 그룹 (Internet Engineering Steering Group, IESG)을 통하여 대표되는 IETF만이 표준 트랙 RFC를 승인할 수 있다. 인터넷 표준에 정의된 목록은 인터넷 표준 문서 STD 1: Internet Official Protocol Standards(인터넷 공식 프로토콜 표준)에서 관리 받는다.

## 같이 보기
- 표준화
- 웹 표준